# Jeździec na siwym koniu
Jeździec na siwym koniu (niem. Der Schimmelreiter) – nowela Theodora Storma, opublikowana w kwietniu 1888 roku. Jest zaliczana do najważniejszych dzieł autora.
Główny wątek bazuje na podaniu, którym Storm był pochłonięty przez lata i oscyluje wokół postaci fikcyjnego wójta grobelnego Hauke Haiena. Autor zaczął prace nad utworem w lipcu 1886 roku i ukończył go w lutym 1888, na kilka miesięcy przed jego śmiercią. Nowela ukazała się po raz pierwszy w kwietniu 1888 roku na łamach gazety Deutsche Rundschau.

## Opis fabuły
Narrator zdaje relację z tego w jaki sposób zasłyszał historię o jeźdźcu i tworzy ramy fabularne, obejmujące sprawozdanie podróżnika, który wspomina o swojej drodze powrotnej do domu po wizycie u przyjaciół. Jadąc na koniu przy grobli usłyszał on odgłosy innego jeźdźca, którego jednak nie mógł dostrzec, widząc jednocześnie przemykający cień. Szybko dostrzega światła gospody, przybywa na miejsce i opowiada o zdarzeniu. Owe zwierzenia wywołują poruszenie wśród obecnych tam gości, a stary belfer opowiada im historię Hauke Haiena.
Hauke, syn geodety, spędza większość swojego czasu, pomagając ojcu w pracy. Trzyma się z dala od rówieśników i bierze udział w pomiarach i obliczaniu pasów ziemi. W wolnych chwilach uczy się holenderskiego i nosi się z zamiarem przeczytania dzieł Euklidesa, znajdujących się w posiadaniu jego ojca. Zdaje się on być zafascynowany morzem oraz groblami i spędza noce, wpatrując się w fale uderzające o wały przeciwpowodziowe. Zastanawia się nad zwiększeniem ochrony przed gwałtownymi przypływami poprzez usadowienie grobli pod bardziej płaskim kątem w kierunku morza. W domu przy świetle świecy tworzy ich różnorakie modele, które następnie testuje w pojemnikach na wodę, wywołując sztuczną falę. Jego ojciec szybko staje się niechętny w stosunku do jego poczynań i erudycji.
Gdy wójt grobelny Tede Volkerts zwalnia swojego pomocnika, Hauke stara się o jego miejsce i zostaje przyjęty. Także i tutaj częściej pomaga on w obliczeniach i planowaniu, niż w stajniach, co wprawdzie podoba się samemu Volkertsowi, ale nie przysparza mu sympatii u jego zwierzchnika Ole Petersa. Konflikt między nimi jeszcze się zaostrza gdy jest on w stanie zainteresować swoją osobą córkę wójta, Elke.
Niedługo potem umierają ojcowie Hauke i Elke, a protagonista otrzymuje w spadku dom i ziemię. Kiedy przychodzi czas na wybór nowego wójta grobelnego, raz jeszcze dochodzi do nieporozumień z Petersem. Tradycyjnie aby móc sprawować ten urząd, trzeba udokumentować wystarczającą ilość własnych połaci ziemskich. Jako iż Hauke nie spełnia tych wymagań, na stanowisko ma zostać powołany pełnomocnik. Jednak podczas spotkania ze starszym wójtem, Elke oznajmia, że zaręczyła się z Hauke, a dzięki ich małżeństwu jej przyszły mąż otrzyma wszystkie ziemie należące do jej ojca. Tym sposobem protagonista dostaje wymarzoną pracę.

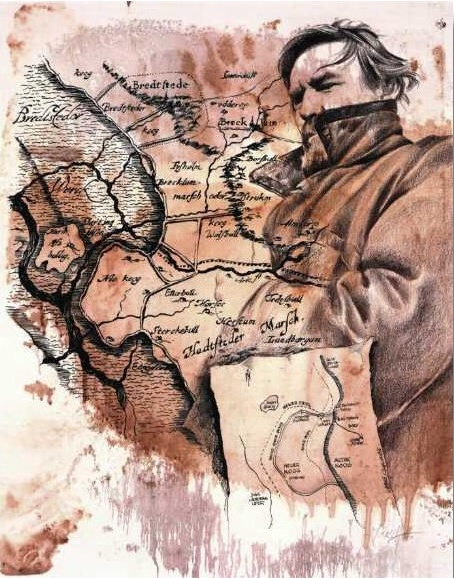
Jens Rusch: „Dein neuer Koog ist ein fressend Werk" – tytuł jest cytatem z noweli

Hauke nosi się z zamiarem użycia nowego rodzaju grobli, którą wymyślił i zaplanował jeszcze w dzieciństwie. Przed jej starą częścią nakazuje wzniesienie innej, co ma przynieść mieszkańcom nowe poldery, a co za tym idzie miejsce uprawne dla rolników. Zwyczaje chłopów mówią jednak, że we wznoszonej konstrukcji należy umieścić „coś żywego”. Wcześniej odkupywano od Cyganów małe dzieci, które następnie zasypywano żywcem w masach piasku. Sam Hauke nie wyraża jednak zgody na ową procedurę. Także w momencie gdy robotnik chce pogrzebać psa, wójt ratuje zwierzę. Cała społeczność utwierdza się więc w przekonaniu, że nad groblą będzie ciążyła klątwa.
Mieszkańcy wioski są również zaniepokojeni siwym koniem wójta, którego ten odkupił w bardzo złym stanie od pewnego wędrowcy. Według miejscowej ludności zwierzę nosi w swoim szkielecie upiór Halliga Jeverssanda, o którym słuch zaginął zaraz gdy zakupił konia. On sam jest także łączony z diabelskimi mocami, a nawet określany szatanem. Niezadowolenie budzi również fakt, iż Hauke Haien posiada grunty w nowych polderach, przez co sam zyska na budowie grobli.
Dniami obserwuje on jej konstrukcję, objeżdżając ją na jego siwym koniu. Nowa grobla trzyma się solidnie w obliczu licznych przypływów, jednak stara część, która jest najbardziej wysunięta w kierunku morza, jest przez wójta zaniedbywana. Lata później, gdy nadchodzi przypływ stulecia i stara konstrukcja grozi pęknięciem, adwersarz Haukego, Ole Peters nakazuje przekłucie nowej grobli, mając nadzieję na skierowanie siły wody na pobliskie poldery. Wójt jednak wzywa do siebie robotników i nakazuje zaprzestanie dalszych prac. Skutkuje to pęknięciem starej konstrukcji. Z obawy o życie męża, Elke wraz z chorą umysłowo córką Wienke, udają się na groblę. Przerażony Hauke widzi z oddali jak woda przedziera się z impetem i porywa jego rodzinę. Zrozpaczony udaje się na swoim siwym koniu na miejsce i znika w otchłaniach wodnych, wypowiadając słowa:
Panie, zabierz mnie, ocal pozostałych
Na tym kończy się opowiadanie belfra. Wskazuje on na to, że inne osoby zapewne opowiedziałyby tę samą historię w inny sposób. I tak wszyscy mieszkańcy wioski są przekonani, że do szkieletu konia po śmierci Haukego znów powrócił Hallig. Narrator wyraża także oburzenie, że z pracowitego człowieka, jakim był Hauke, robi się upiorną postać i kończy uwagą, że wzniesiona przez wójta konstrukcja nadal dobrze się sprawuje, choć opowiedziane zdarzenia miały miejsce przed niespełna stu laty.

## Tło
Upiorne historie z regionu Szlezwik-Holsztyn fascynowały Storma już za młodu, a niektóre z nich stały się dla niego inspiracją przy pisaniu własnych opowiadań. Autor planował wydać je w zbiorze zatytułowanym Neues Gespensterbuch, jednak za jego życia nie doczekały się one publikacji, a całość została wydana dopiero w 1991 roku. Mimo to Jeździec na szarym koniu nie był uwzględniony w zaplanowanym zbiorze. W liście do przyjaciela Storm pisał, iż, mimo że utwór pasował do charakteru pozostałych, to jednak jego publikacja nie służyłoby jego ojczyźnie.
We wstępie do noweli zaznaczył również:
O historii, z której pragnę zdać relację, dowiedziałem się pół wieku temu w domu mojej prababci, senator Feddersen, siedząc na jej fotelu i zajmując się lekturą czasopisma oprawionego niebieską tekturą. Nie pamiętam już dokładnie czy były to wypisy z wydawnictwa lipskiego czy hamburskiego.
Rzeczywiście w edycji hamburskiego wydawnictwa Pappe-Verlag pojawił się 14 lipca 1838 roku przedruk zatytułowany Danziger Dampfboots. Zawierał on między innymi historię Der gespenstige Reiter. Ein Reiseabenteuer (Upiorny jeździec. Przygoda podróżnicza). Miejscem akcji, która ma wiele punktów wspólnych z nowelą Storma, nie jest jednak Morze Północne, a rejony nad Wisłą. Legenda, jako że jeździec na koniu zjawiał się na grobli zawsze gdy groziło jakieś niebezpieczeństwo, nie pochodzi jednak z noweli Storma, a z pierwowzoru z 1838 roku.
Większość bohaterów noweli jak i ich szczegółowe charakterystyki zostały wymyślone przez autora. Przy ich tworzeniu bazował on jednak na prawdziwych osobach.
Wzorem dla Hauke Haiena był Hans Momsen z Fryzji (1735–1811), osobliwy matematyk, mechanik i samouk, który sam doszedł do zdumiewających osiągnięć. Potrafił przykładowo budować zegary morskie, teleskopy czy organy. Odniesienie do jego sylwetki jest jeszcze bardziej oczywiste, kiedy autor wymienia jego nazwisko w fabule noweli.
W dziele są też ślady idei fryzyjskiego finansjera grobli Jeana Henriego Desmercièresa, który czynnie zajmował się problematyką związaną z polderami. Również literacka zagroda wójta zdaje się być łudząco zbieżna z posiadłością Johanna Iwersena-Schmidta (1798–1875).

## Ekranizacje
- 1934 – Der Schimmelreiter, reż. Hans Deppe i Curt Oertel, występują: Mathias Wieman, Marianne Hoppe, Hans Deppe.
- 1978 – Der Schimmelreiter, reż. Alfred Weidenmann, występują: Lina Carstens, Anita Ekström, Gert Fröbe, Werner Hinz, John Phillip Law, Vera Tschechowa, Richard Lauffen
- 1984 –  Jeździec na siwym koniu TV, reż. Klaus Gendries, występują: Sylvester Groth, Hansjürgen Hürrig, Fred Düren[4]
- 1985 – Storm der Schimmelreiter reż. Claudia Holldack

## Literatura
- Theodor Storm: Der Schimmelreiter, Insel, ISBN 3-458-32436-4
- Theodor Storm: Der Schimmelreiter, 2003 Fischer, ISBN 3-596-15982-2
- Lowsky, M.: Theodor Storm: Der Schimmelreiter. Königs Erläuterungen und Materialien (Bd. 192). Hollfeld: Bange Verlag 2008, ISBN 978-3-8044-1876-9.